# 女娲山乡
女娲山乡是中国陕西省安康市平利县下辖的一个乡。

## 行政区划
女娲山乡下辖以下行政区：
金桂村、张三沟村、七里村、段家河村、凤凰寨村、狮子寨村、东河村、桂花沟村、财神庙村、女娲山村